# 白俄罗斯商人全国罢工委员会
白俄罗斯商人全国罢工委员会 – 是未注册的白俄罗斯的组织的任务是保护公民的权利（包括组织反对人权与公民的合法权益侵害抗议）。
白俄罗斯商人罢工委员会成立1996年。2003年11月25日基于它创建白俄罗斯商人全国罢工委员会。 10年以来委员会举办大规模罢工与示威的权利辩护的企业家。一些抗议活动参加人数超过10万。
自成立之初主席是白俄罗斯社会活动家和政治家，企业家，以前是政治犯– 瓦列里·列沃涅夫斯基。从2004年5月1日至2006年5月15日按照白俄罗斯共和国刑事法服刑为监护，罢工委员会主席由他的儿子 – 弗拉基米尔·列沃涅夫斯基代理担任。
协调政治纠纷是组织的工作之一。例如，在2005年9月份委员会送给伊娃此维奇监狱22号书本、运动器材、等。后来，在几个白俄罗斯的监狱罢工委员会建立部门。